# Quissac-en-Quercy
 Quissac-en-Quercy  es una población y comuna francesa, situada en la región de Mediodía-Pirineos, departamento de Lot, en el distrito de Figeac y cantón de Livernon.

## Historia
La comuna se denominó Quissac hasta el 31 de diciembre de 2023.

## Demografía
| 106 | 115 | 89 | 95 | 87 | 106 |
| Para los censos de 1962 a 1999 la población legal corresponde a la población sin duplicidades (Fuente: INSEE [Consultar]) |     |    |    |    |     |